# Kotuikan (Wojewolichan)
Der Kotuikan (russisch Котуйкан) ist ein 224 km langer linker Nebenfluss des Wojewolichan im nördlichen Mittel-Sibirien im zentralen Osten der russischen Region Krasnojarsk.

## Verlauf
Der Kotuikan entspringt im Putorana-Gebirge auf einer Höhe von etwa 1000 m. Das Quellgebiet befindet sich 56 km südsüdwestlich des am Oberlauf des Kotui gelegenen Djupkun-Sees. Der Kotuikan fließt in überwiegend 
südöstlicher Richtung durch das Bergland. Auf den unteren 90 Kilometern entwickelt der Fluss zahlreiche Flussschlingen. Bei Flusskilometer 55 verlässt der Kotuikan das Bergland und mündet schließlich in den nach Norden fließenden Wojewolichan, ein rechter Nebenfluss des Kotui. Der Kotuikan ist nicht zu verwechseln mit dem größeren gleichnamigen Nebenfluss des Kotui.

## Einzugsgebiet
Der Kotuikan entwässert ein 3870 km² großes Gebiet. Das Einzugsgebiet grenzt im Süden und im Westen an das des Kotschetschum, ein Nebenfluss der Unteren Tunguska, sowie im Norden an das des oberstrom gelegenen Kotui.